# Jörg Schulz (Politiker)

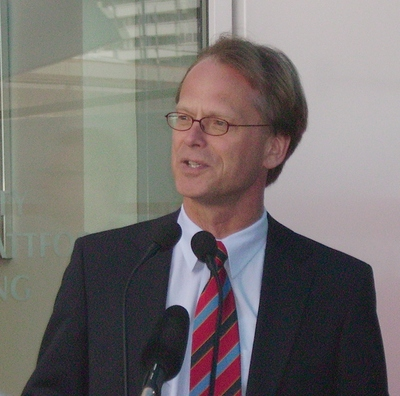
Oberbürgermeister Schulz bei der Eröffnung der Aussichtsplattform des Atlantic Hotels SailCity.

Jörg Schulz (* 15. Oktober 1953 in Rechtenfleth) ist ein deutscher Jurist und Politiker (SPD). Von 1999 bis Anfang 2011 war er Oberbürgermeister in Bremerhaven, von 2017 bis August 2019 war er Bremer Staatsrat.

## Biografie
Schulz studierte an der Georg-August-Universität Göttingen Rechtswissenschaft. Nach dem Assessorexamen war er im Jahr 1980 zunächst als Rechtsanwalt in Bremerhaven, ab 1982 als Richter in Bremen tätig. Seit 1983 war er Amtsrichter in Bremerhaven.
Schulz ist seit 1980 Mitglied der SPD Bremen. Seit 1995 war er SPD-Fraktionsvorsitzender der Bremerhavener Stadtverordnetenversammlung. Im Dezember 1999 wurde er zum Oberbürgermeister der Stadt gewählt. 2005 erfolgte seine Wiederwahl. Vom Mai 2017 bis zum August 2019 war er als Nachfolger von Matthias Stauch Bremer Staatsrat beim Senator für Justiz und Verfassung. Sein Nachfolger wurde Björn Tschöpe (SPD). Zugleich war er bis 2019 Staatsrat beim Senator für Häfen.
Schulz ist verheiratet und hat zwei Töchter (Zwillinge, * 1981).
Schulz ist 1. Vorsitzender vom Förderverein Deutsches Schiffahrtsmuseum. und als solcher Mitglied des Stiftungsrates des Deutschen Schifffahrtsmuseums. 
Schulz ist als Rechtsanwalt tätig und war von 2020 bis 2022 im Bremerhavener Büro der Kanzlei Büsing Müffelmann & Theye tätig, 2022 wechselte er dann zur Kanzlei Loyfort.

### Kontroverse über Beurlaubung
Im August 2010 ließ sich Schulz im Rahmen eines Magistratsbeschlusses auf eigenen Wunsch bis zum Ende seiner Amtszeit (November 2011) beurlauben. Dies sorgte für Kontroversen, da im Rahmen des Magistratsbeschlusses im November 2010 bereits von der Stadtverordnetenversammlung ein Nachfolger gewählt werden sollte. Die Grünen-Fraktion hat im August 2010 gegen dieses Vorgehen eine Beschwerde beim Kommunalamt eingeleitet. Die Kommunalaufsicht lehnte die Beschwerde ab. Im November 2010 gab das angerufene Verwaltungsgericht der Klage gegen die Wahl eines neuen Bürgermeisters statt. Daraufhin beantragte Schulz seine Wiedereinstellung als Richter beim Justizsenator, um den Weg zur Wahl seines Nachfolgers Melf Grantz frei zu machen.

### Ehrungen
- Ehrenbürger der Hochschule Bremerhaven (2011)